# Eurycotis balteata
Eurycotis balteata är en kackerlacksart som beskrevs av Cabrera 1922. Eurycotis balteata ingår i släktet Eurycotis och familjen storkackerlackor.
Artens utbredningsområde är Kuba. Inga underarter finns listade i Catalogue of Life.